# Partido judicial de Almendralejo
El Partido Judicial de Almendralejo, dependiente de la Audiencia Provincial de Badajoz, es el partido judicial n.º 2 de la provincia de Badajoz y uno de los catorce partidos judiciales tradicionales de la provincia de Badajoz, en la comunidad autónoma  de Extremadura (España). Está constituido por ocho municipios:
- Aceuchal
- Almendralejo
- Corte de Peleas
- Entrín Bajo
- Nogales
- Santa Marta
- Solana de los Barros
- Villalba de los Barros